# École italienne de criminologie
L'école italienne de criminologie a été fondée à la fin du XIXe siècle par Cesare Lombroso (1835-1909) et deux de ses disciples italiens, Enrico Ferri (1856-1929) et Raffaele Garofalo (1851-1934).

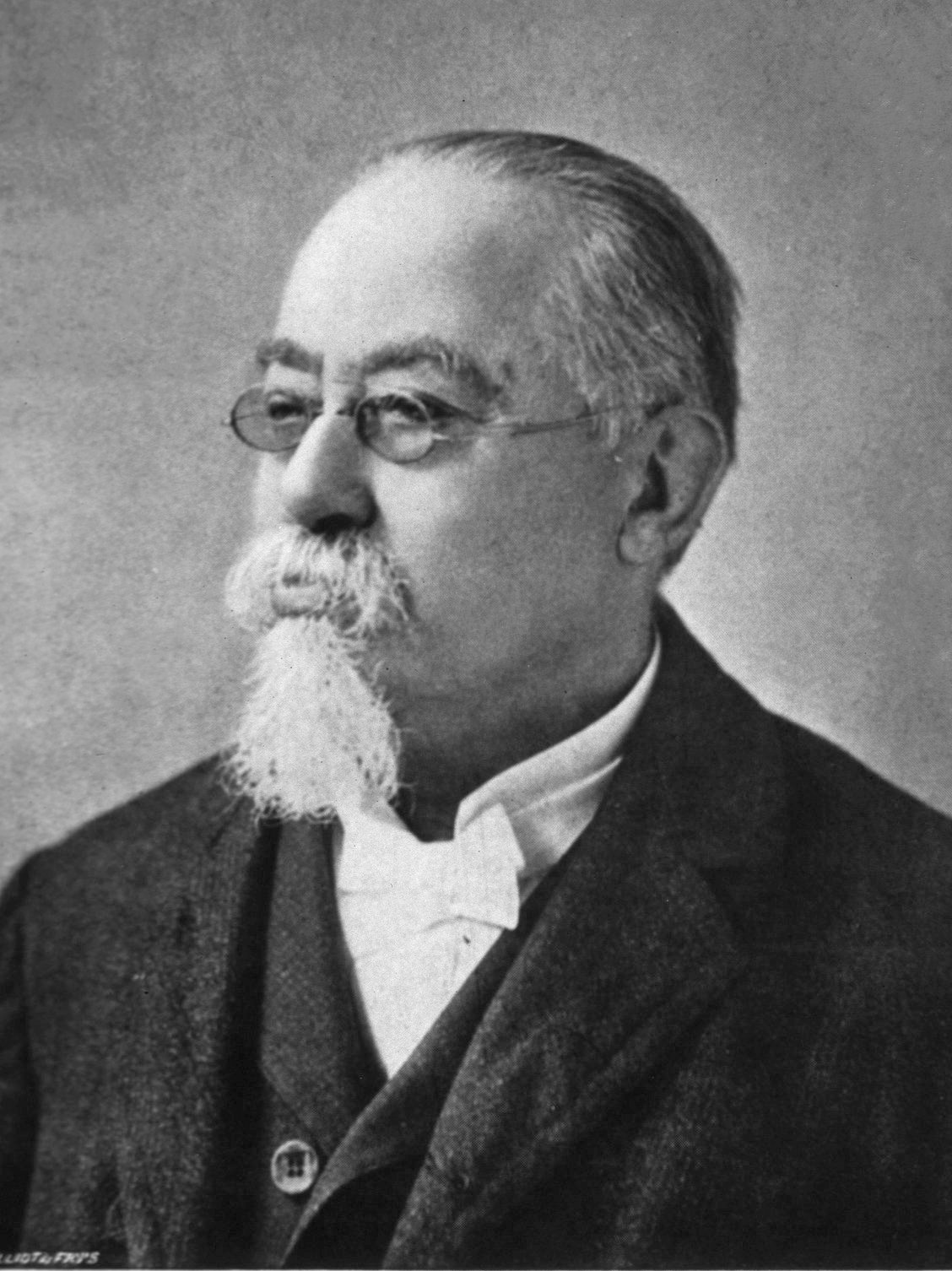
Cesare Lombroso vers 1900.

## La conception de Lombroso du «criminel né atavique»
L'idée centrale du travail de Lombroso lui est venue alors qu'il autopsie le corps d'un criminel  italien nommé Giuseppe Villella. Le mobile de Villella en tant que criminel est le racisme des italiens du nord de l'Italie envers ceux du sud. En contemplant le crâne de Villella, il note que certaines caractéristiques de celui-ci, en particulier une dépression sur l' occiput qu'il nomme la fosse occipitale médiane, lui rappellent les crânes des « races inférieures » et des types inférieurs de singes, de rongeurs et d’oiseaux. Le terme utilisé pour décrire l'apparition d'organismes ressemblant à des formes de vie ancestrales (préhumaines) est l’atavisme. Les criminels-nés sont  considérés dans les premiers écrits de Lombroso comme une forme de sous-espèce humaine. Lombroso croit que l'atavisme peut être identifié par un certain nombre de stigmates physiques mesurables, comme une mâchoire saillante, des yeux tombants, de grandes oreilles, un nez tordu et aplati, des bras longs par rapport aux membres inférieurs, des épaules inclinées et un coccyx qui ressemble au « moignon d'une queue ». Lombroso cherche à comprendre les phénomènes comportementaux en se référant aux principes de l'évolution tels qu'ils étaient compris à l'époque. Si l'humanité n'était qu'à une extrémité du continuum de la vie animale, il était logique pour beaucoup de gens que les criminels – qui agissaient de manière « bestiale » et qui manquaient de conscience raisonnable — soient des êtres biologiquement inférieurs. L'atavisme est devenu un concept populaire, utilisé par exemple par le romancier Émile Zola dans les Rougon-Macquart.

## Typologie des criminels
En plus du « criminel né atavique », Lombroso  identifie deux autres types : le « criminel fou » et le « criminaloide ». Bien que les criminels aliénés portent des stigmates, ils ne sont pas des « criminels nés » ; ils deviennent  criminels à la suite « d'une altération du cerveau qui bouleverse complètement leur nature morale ». Parmi les rangs des « criminels fous » se trouvent les alcooliques, les kleptomanes, les nymphomanes et les agresseurs d'enfants . Les « criminels » n'ayant aucune des particularités physiques des « criminels nés » ou des « criminels fous », sont impliqués dans des crimes plus tardivement dans leur vie et ont tendance à commettre des crimes moins graves. Les « criminels » sont classés dans la catégorie des « criminels habituels », qui le deviennent par contact avec d'autres criminels, l'abus d'alcool ou d'autres « circonstances pénibles ». Cette catégorie comprend les « criminels juridiques », qui enfreignent la loi par accident ; et les « criminels par passion », personnes impétueuses et impulsives qui commettent des actes de violence  provoquées.

## La pénologie de Ferri

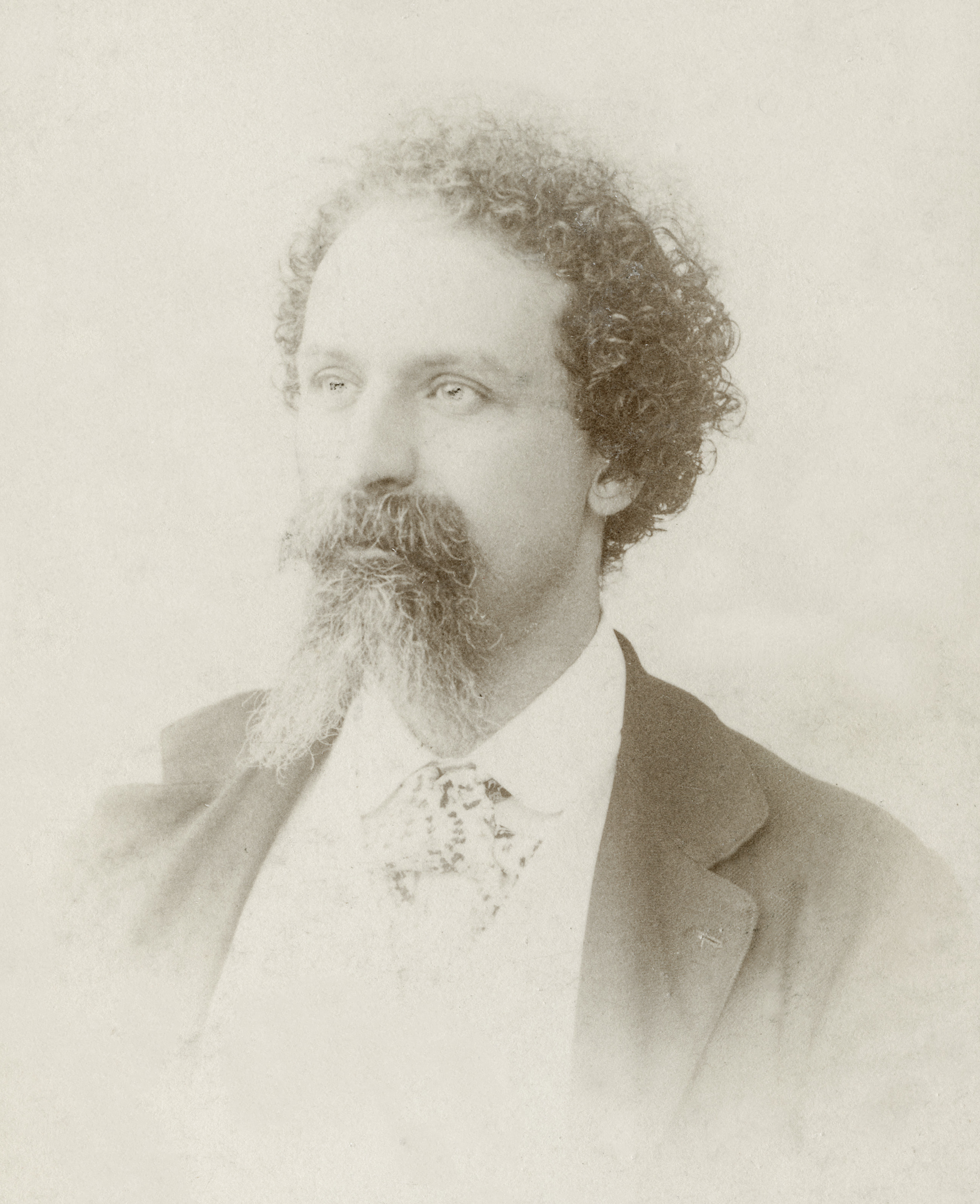
Enrico Ferri.

Ferri joue un rôle déterminant dans la formulation du concept de « défense sociale  » comme justification de la punition. Cette théorie de la punition affirme que son but n'est pas de dissuader ou de réhabiliter, car comment un comportement non basé sur un calcul rationnel pourrait-il être changé, et comment des criminels nés pourraient-ils être réhabilités ? Compte tenu des hypothèses du positivisme biologique, la seule justification raisonnable pour punir les contrevenants est de les neutraliser le plus longtemps possible afin qu'ils ne constituent plus une menace pour la paix et la sécurité de la société. Cette théorie de la punition est un exemple de la manière dont les hypothèses anthropologiques orientent les politiques de lutte contre le crime et les criminels. Ferri est cependant, un  partisan des mesures visant à prévenir le crime parmi les « criminels occasionnels » par le biais de la réforme sociale, et les efforts pour les réhabiliter.

## La définition «naturelle» du crime de Garofalo

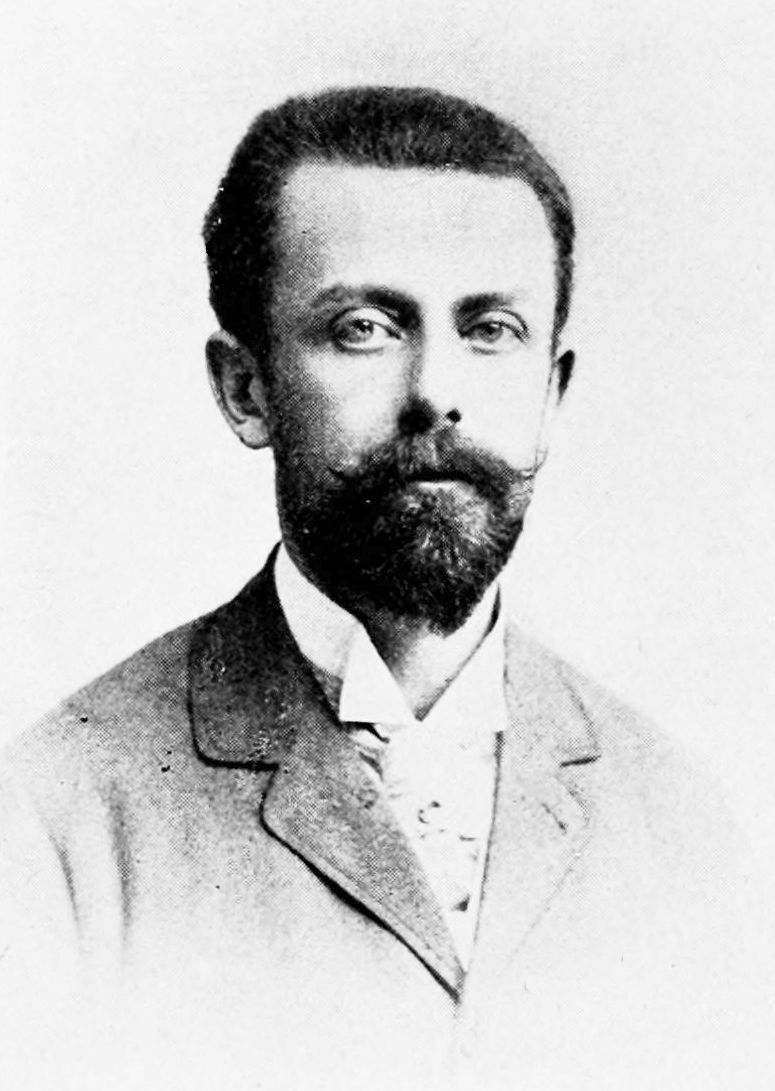
Raffaele Garofalo.

Raffaele Garofalo est  connu pour ses efforts visant à formuler une définition « naturelle » du crime. Le terme ''crime est ce que dit la loi'' est pour Garofalo un choix arbitraire et « non scientifique  » qui veut ancrer la définition du crime dans le concret . Garofalo  estime que les définitions du crime devraient être ancrées dans la nature humaine et un acte donné serait considéré comme un crime s'il était universellement condamné, et  serait universellement condamné s'il offensait les sentiments altruistes naturels de probité (intégrité, honnêteté) et de pitié (compassion, sympathie). Les crimes naturels sont mauvais en eux-mêmes ( mala in se ), tandis que d'autres types de crimes ( mala prohibita ) ne sont mauvais que parce qu'ils ont été définis comme tels par la loi.
Garofalo rejette le principe classique selon lequel la punition doit correspondre au crime, arguant plutôt qu'elle devrait correspondre au criminel. En positiviste, il croit que les criminels ont peu de contrôle sur leurs actions. Cette répudiation du libre arbitre et, par conséquent, de la responsabilité morale  et l'adaptation de la peine au délinquant conduiraient finalement à une condamnation visant les objectifs humains et libéraux de traitement et de réadaptation. Pour Garofalo, la seule question à considérer lors de la détermination de la peine est le danger que le délinquant représente pour la société, selon l'évaluation des  « particularités » du délinquant.
Par « particularités », Garofalo ne fait pas référence aux stigmates lombrosiens, mais aux caractéristiques particulières qui exposent les délinquants à un comportement criminel. Il développe quatre catégories de criminels, chacune méritant différentes formes de punition : extrême, impulsif, professionnel et endémique. La société ne peut être défendue contre les criminels extrêmes qu'en les exécutant rapidement, quel que soit le crime pour lequel ils sont punis. Ici, Garofalo se distingue de Lombroso et Ferri, tous deux contre la peine de mort, bien que Lombroso en soit progressivement venu à l'accepter pour les criminels nés et pour ceux qui ont commis des crimes particulièrement odieux.
Les criminels impulsifs, une catégorie qui comprend les alcooliques et les aliénés, doivent être emprisonnés. Les criminels professionnels sont des individus psychologiquement normaux qui utilisent le calcul hédoniste avant de commettre leurs crimes et doivent donc être « éliminés », soit par la réclusion à perpétuité, soit par le transport vers une colonie pénitentiaire à l'étranger. Les « crimes endémiques », par lesquels Garofalo désigne les crimes propres à un lieu ou à une région donnée ( mala prohibita ), pourraient être mieux contrôlés par des changements dans la loi, et non par l'imposition aux contrevenants de sanctions sévères.